# Yvo Kusters
Yvo Kusters (* 9. Juni 1986 in Heerlen) ist ein ehemaliger niederländischer Radrennfahrer.
Kusters wurde im Jahr 2006 Studentenweltmeister im Straßenrennen. In den Jahren 2006 bis 2008 bestritt er für UCI Continental Teams Wettbewerbe der UCI Europe Tour, wobei sein wichtigstes Ergebnis Rang 13 beim Dutch Food Valley Classic 2008, ein Eintagesrennen hors categorie, war.

## Teams
- 2006 ProComm-Van Hemert
- 2007 Time-Van Hemert
- 2008 Cyclingteam Jo Piels